# Енріко Мілло
Енріко Мілло (італ. Enrico Millo, 12 лютого 1865, К'яварі — 14 червня 1930, Рим) — італійський адмірал та політик, міністр військово-морських сил, учасник Першої світової війни, нагороджений Золотою медаллю «За військову доблесть».

## Біографія
Енріко Мілло народився 12 лютого 1865 року в К'яварі. У віці 14 років вступив до Військово-морської школи в Неаполі. У 1882 році був переведений до новоствореної Військово-морської академії в Ліворно, яку закінчив у 1884 році у званні гардемарина.
Ніс службу на броненосцях «Аффондаторе», «Анкона», міноносцях «Везувіо», «Ніббіо», на броненосці «Італія», де у 1889 році отримав звання лейтенанта. Протягом 1896-1900 років командував міноносцями типів «S» і «T».
Протягом 1900-1903 років ніс службу у міністерстві військово-морських сил. У 1905 році отримав звання капітана II рангу  і був призначений помічником капітана броненосця «Бенедетто Брін». У 1908 році, командуючи транспортним судном «Вольта», брав участь в рятувальній операції після Мессінського землетрусу.
У 1910 році  отримав звання капітана I рангу.

### Італійсько-турецька війна
У 1911 році Енріко Мілло був призначений капітаном крейсера «Веттор Пізані». На борту крейсера він брав участь в італійсько-турецькій війні (1911-1912).
Зокрема, брав участь в окупації Додеканесу.
18-19 липня 1911 року «Веттор Пізані» з п'ятьма міноносцями здійснив сміливий рейд в протоці Дарданелли, під час якого італійські кораблі намагались торпедувати турецькі лінкори. Італійці пройшли 22 км протокою, але зрештою через вогонь берегових батарей змушені були повернути назад, так і не випустивши торпеди. За цю акцію Енріко Мілло був нагороджений Золотою медаллю «За військову доблесть» і згодом отримав звання контрадмірла.
У 1913 році Енріко Мілло був призначений сенатором. Протягом липня 1913 - липня 1914 років був міністром військово-морських сил в урядах Джованні Джолітті та Антоніо Саландри. Протягом 1914-1915 років командував Військово-морською академією.

### Перша світова війна
Енріко Мілло мав радикальні націоналістичні погляди, підтримував італійський колоніалізм та іредентизм, і був прихильником розриву стосунків з Австро-Угорщиною та Німеччиною. Зі вступом Італії у Першу світову війну він разом з Луїджі Амедео та Умберто Каньї були прихильниками рішучих дій у відкритому морі. Вони бажали помститись флоту Австро-Угорщини за поразку біля Лісси у 1866 році. Натомість начальник штабу флоту Паоло Таон ді Ревель у свою чергу вважав, що велика морська битва між двома флотами має невелику імовірність через появу міноносців та підводних човнів, широке застосування морських мін та морської авіації. Все це викликало в Енріко Мілло стійку неприязнь до Таона ді Ревеля, що переросла у пряме суперництво.
З наближенням вступу Італії у війну у квітні 1915 року Енріко Мілло залишив командування Військово-морською академією і був переведений у Бріндізі командувачем дивізіоном крейсерів-скутів. На цій посаді він взяв участь у численних місіях проти ворожого узбережжя, а також розробив плани декількох десантних операцій, зокрема, окупації острова Палагружа.
У жовтні 1915 року Енріко Мілло був призначений командувачем 1-ї морської дивізії (флагманський корабель - лінкор «Конте ді Кавур»). У 1916 році отримав звання віцеадмірала і був призначений командувачем 2-ї морської дивізії.
Протягом 1918-1918 років командував Військово-морським департаментом в Неаполі.

### Післявоєнний період
Після закінчення війни Енріко Мілло був призначений губернатором територій Далмації, які за Лондонським договором мали відійти до Італії. Коли у 1920 році Італія змушена була віддати значну частину цих територій Югославії, він повернувся до Італії, де до грудня 1922 року знову був міністром військово-морських сил. Але восени 1922 року він був знятий з цієї посади, яку обійняв Паоло Таон ді Ревель.
Після відставки Енріко Мілло отримав звання ескадреного віцеадмірал і був призначений  урядовим комісаром порту Неаполя, де ніс службу до 1926 року. У 1926 році був призначений в центральну адміністрацію торгового флоту. Того ж року отримав звання адмірал флоту (італ. Ammiraglio d'armata).
Помер 14 червня 1930 року у Римі.

## Вшанування
На честь Енріко Мілло названі вулиці та площі у низці міст Італії, зокрема у його рідному місті К'яварі, в П'яченці, Гаццолі, Мандурії, Кастельчивіті, Летоянні, Саві, Остії, Катанії.
Також на честь Енріко Мілло був названий підводний човен «Амміральйо Мілло» типу «Амміральї», який брав участь у Другій світовій війні.

## Нагороди
- Золота медаль «За військову доблесть»
- Кавалер Ордена Корони Італії
- Офіцер Ордена Корони Італії
- Командор Ордена Корони Італії
- Великий офіцер Ордена Корони Італії
- Кавалер Ордена Святих Маврикія та Лазаря
- Офіцер Ордена Святих Маврикія та Лазаря
- Командор Ордена Святих Маврикія та Лазаря
- Великий офіцер Ордена Святих Маврикія та Лазаря
- Кавалер Великого хреста Ордена Святих Маврикія та Лазаря
- Командор Савойського військового ордена
- Пам'ятна медаль за кампанії в Африці
- Пам'ятна медаль італійсько-турецької війни 1911—1912
- Медаль Перемоги
- Золотий хрест за вислугу років
- Медаль «В пам'ять об'єднання Італії»
- Пам'ятна медаль за рятувальну операцію під час землетрусу 1908 року